# Epilohmannoides xena
Epilohmannoides xena är en kvalsterart som först beskrevs av Sandór Mahunka 1983.  Epilohmannoides xena ingår i släktet Epilohmannoides och familjen Epilohmanniidae. Inga underarter finns listade i Catalogue of Life.